# Le Merle blanc
Pour plus de détails, voir Fiche technique et Distribution.
Le Merle blanc est un film français de Jacques Houssin sorti en 1944.

## Synopsis
Jules Leroy, un industriel fabricant de cirage, sur son lit de mort révèle à son fils Achille que la fortune de la famille a pour origine un héritage spolié 23 ans auparavant. Celui qui aurait dû hériter est l'un des employés de l'usine, Hyacinthe Camusset.
Ce dernier est aussi l'un des amoureux de Lucienne Leroy, la fille de la famille, laquelle a un penchant pour Jean Bernon, un garçon qui lui dédie des vers.
Hyacinthe ignore qu'il a été spolié mais la famille Leroy, qui n'en est pas certaine, s'efforce de le courtiser.
La famille, Hyacinthe, Jean et Lucienne se retrouvent au château ...

## Fiche technique
- Réalisation : Jacques Houssin
- Scénario : Frédéric Boutet, Grégoire Chanas
- Producteur : Charles Méré
- Musique : Georges Van Parys
- Image : André Dantan
- Montage : André Gug
- Format :  noir et blanc - 1,37:1  - 35 mm - son mono
- Société de production : Les Films Minerva
- Genre : Comédie
- Durée : 100 minutes
- Date de sortie : 1944

## Distribution
- Saturnin Fabre : Jules Leroy
- Julien Carette : Hyacinthe Camusset
- Georges Rollin : Jean Bernon
- Jean Tissier : Achille Leroy
- Marcelle Géniat : Noémie
- Michèle Gérard : Lucienne Leroy
- Gabrielle Fontan : la logeuse
- Robert Dhéry : le vicomte de Mazers
- Alice Tissot : Madame Jules Leroy
- Georgette Tissier : Émilie Leroy
- Roberte Jan : l'infirmière
- Guy Sloux : Monsieur Bien
- Maxime Fabert : Monsieur Pénitent
- Paul Ollivier : Monsieur Farré
- Maurice Marceau